# Judô paralímpico
O judô paralímpico é uma modalidade esportiva destinado a atletas com deficiência visual e suas regras são definidas pela Federação Internacional de Judo. São necessárias algumas adaptações, como o fato de não haver punição para ultrapassagem da área de combate no tatami e as advertências são feitas por meios audíveis. O sistema de pontuação é o mesmo: "ippon" e "wazari". A vitória também pode ser obtida através de uma imobilização do oponente por 30 segundos. As competições dividem-se em sete categorias de peso, no masculino e no feminino. A classe feminina foi introduzida nos Jogos de Atenas 2004.
A arte marcial foi a primeira modalidade de origem asiática a entrar no programa paralímpico. Desde a década de 1970 já se praticava a modalidade. A estréia em Paraolimpíadas foi em 1988, em Seul. Na época, só lutaram os homens com deficiência visual. E assim foi em Barcelona, Atlanta e Sydney. Em Atenas (2004) marcam a entrada das mulheres nos tatames paralímpicos. A entidade responsável pelo esporte é a Federação Internacional de Esportes para Cegos, fundada em Paris, em 1981.